# Albettone
Albettone es un municipio italiano de 2.124 habitantes de la provincia de Vicenza (región del Véneto).

## Demografía
| Gráfica de evolución demográfica de Albettone entre 1861 y 2001 |
|                                                                 |
| fuente ISTAT - elaboración gráfica a cargo de Wikipedia         |